# Абовян, Мартун Ашотович
Мартун Ашотович Абовян (род. 14 января 1994, Ванадзор, Гугаркский район) — российский и армянский футболист, полузащитник клуба «Росич».

## Карьера
Воспитанник московского «Локомотива». Профессиональную карьеру начал в клубе «Строгино». Затем несколько лет играл в другой команде ПФЛ ФК «Рязань». В августе 2018 года переехал в Литву, где вскоре заключил контракт с коллективом местной А лиги «Атлантасом». В первом сезоне провёл за него 13 игр.